# Solești
Solești is een Roemeense gemeente in het district Vaslui.
Solești telt 3942 inwoners.